# Euploea lystra
Euploea lystra är en fjärilsart som beskrevs av Hans Fruhstorfer 1910. Euploea lystra ingår i släktet Euploea och familjen praktfjärilar. Inga underarter finns listade i Catalogue of Life.